# Gerichtstetten
Gerichtstetten ist ein Ortsteil von Hardheim im Neckar-Odenwald-Kreis in Baden-Württemberg.

## Geographie
Gerichtstetten liegt im Bauland auf etwa 330 m ü. NHN am flach eingeschnittenen Oberlauf der Erfa. Durch das Dorf führt die Landesstraße 514 von Ahorn nach Erfeld und die Landesstraße 579 von Altheim nach Buch. Im Nordosten liegt das Dorf Schwarzenbrunn, südwestlich befinden sich Dörntal, Kudach und das zur Gemarkung von Gerichtstetten gehörende Helmstheim. Im Osten verläuft die Grenze zum Main-Tauber-Kreis.

## Geschichte
Erstmals urkundlich erwähnt wurde der Name 1214 in einer Urkunde des Klosters Amorbach, die ein „Godeboldus de Gerrichisteten“ bezeugt. Das Dorf selbst wurde erst 1348 erwähnt. Gerichtstetten gehörte einst zur Grundherrschaft des Klosters Amorbach. Ab dem 14. Jahrhundert lag der Ort zur einen Hälfte beim Kloster Amorbach, zur anderen bei den Grafen von Wertheim, die ihn als Lehen an verschiedene umliegende Ministerialgeschlechter vergaben. So blieb Gerichtstetten für 150 Jahre bei den Herren von Hardheim bis zu deren Aussterben im Jahr 1607. Die Grafschaft Wertheim zog in der ersten Hälfte des 17. Jahrhunderts mehrere heimfallende Lehen im Umfeld ein und errichtete mit diesen im Jahr 1632 das Amt Gerichtstetten.
Die Amorbacher Hälfte des Ortes ging im 16. Jahrhundert über die Herren von Adelsheim und die von Boxberg zum Amt Boxberg in der Kurpfalz. Im Jahr 1691 kam es durch mangelndes Interesse der Pfalz an den entlegenen Gebieten zum Gebietstausch mit dem Hochstift Würzburg. Im Jahre 1806 ging Gerichtstetten in das Großherzogtum Baden über.
Am 1. Januar 1973 wurde Gerichtstetten in die Gemeinde Hardheim eingegliedert.

## Wappen
Blasonierung: Auf grünem Boden vor silbernem Hintergrund einen Bischof in goldbortiertem roten Mantel und mit ebenso ausgeschmückter roter Mitra, in der Linken einen goldenen Krummstab, in der Rechten ein schwarzes Buch haltend.
Wappengeschichte: Das älteste nachweisbare Gerichtstettener Gemeindesiegel stammt aus dem 18./19. Jahrhundert und zeigt bereits einen Bischof mit Stab und Buch. Er könnte den heiligen Burkard darstellen, da der Würzburger Bischof Burkard Kirchenpatron von Gerichtstetten ist. 1908 wurde die Formgebung des Wappens vom Generallandesarchiv vorgeschlagen. 1958 erfolgte eine heraldisch richtige Festlegung der Farben.

## Sehenswürdigkeiten

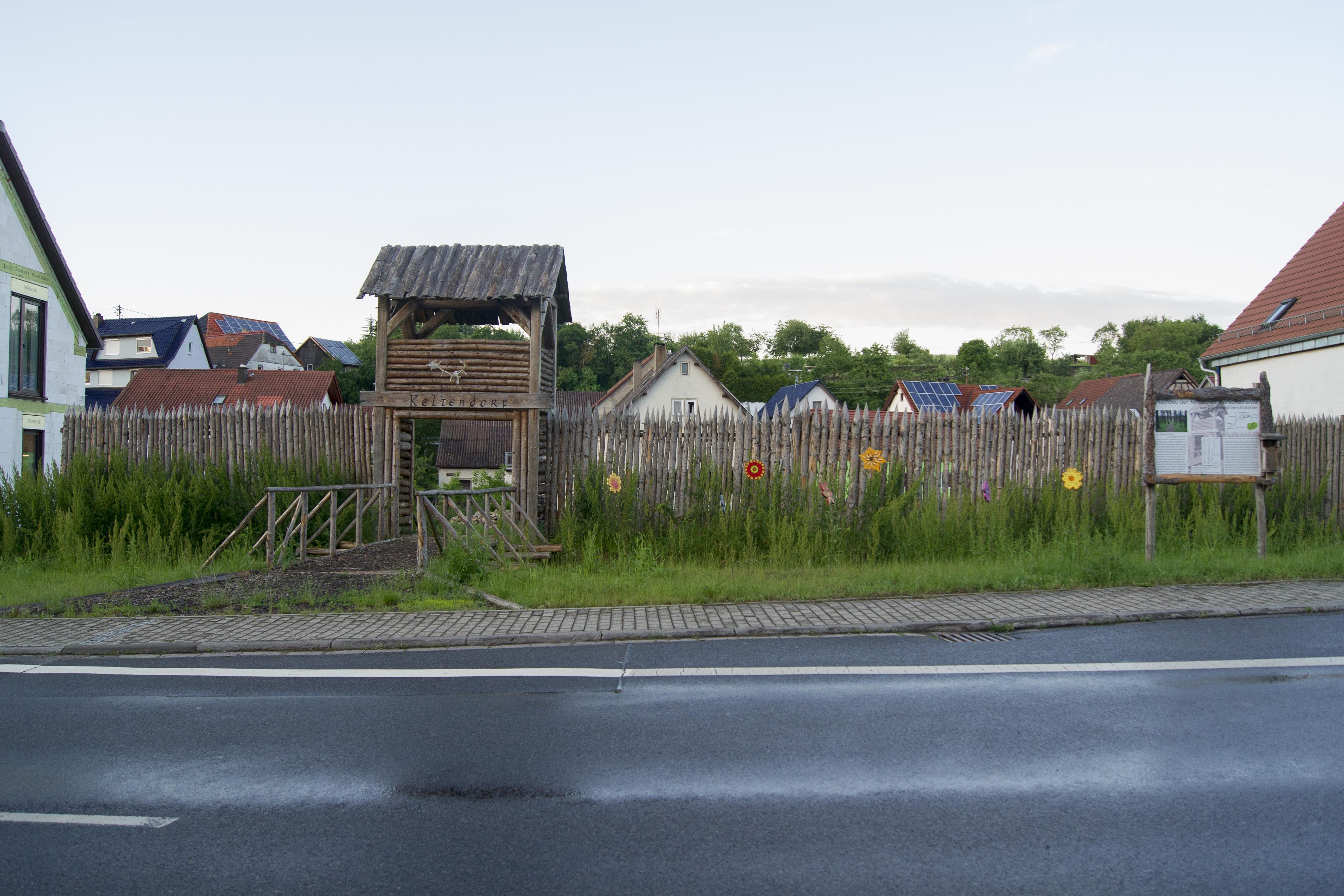
Nachbau der Keltenschanze in Gerichtstetten

In Gerichtstetten befand sich einst eine keltische Viereckschanze. Die barocke Kirche St. Burkard wurde in den 1770er Jahren errichtet, wobei der Turm des Vorgängerbaus erhalten blieb.

## Verkehr
Über Landesstraßen besteht an der etwa 6 km entfernten Anschlussstelle Ahorn (Nr. 4) bzw. der etwa 9,5 km entfernten Anschlussstelle Boxberg (Nr. 5) Anbindung an die Bundesautobahn 81 in Richtung Würzburg bzw. Heilbronn.